# Ocellularia capensis
Ocellularia capensis är en lavart som beskrevs av Alexander Zahlbruckner 1932. 
Ocellularia capensis ingår i släktet Ocellularia och familjen Thelotremataceae. Inga underarter finns listade i Catalogue of Life.